# U-102 (1940)
U-102 — средняя немецкая подводная лодка типа VIIB времён Второй мировой войны.

## История
Заказ на постройку субмарины был отдан 15 декабря 1937 года. Лодка была заложена 22 мая 1939 года на верфи «Германиаверфт» в Киле под строительным номером 596, спущена на воду 21 марта 1940 года. Лодка вошла в строй 27 апреля 1940 года под командованием капитан-лейтенанта Харро фон Клот-Хейнедфельдта.

### Флотилии
- 27 апреля 1940 года — 1 июня 1940 года — 7-я флотилия (учебная)
- 1 июня 1940 года — 1 июля 1940 года — 7-я флотилия

### История службы
Лодка совершила один боевой поход. Потопила 2 судна суммарным водоизмещением 5 430 брт. 1 июля 1940 года в Северной Атлантике к юго-западу от Ирландии U-102 потопила пароход  Clearton. Вскоре после этого она сама была потоплена в районе с координатами 48°33′ с. ш. 10°26′ з. д. глубинными бомбами с британского эсминца HMS Vansittart. 43 погибших (весь экипаж).
В последний раз лодка выходила на связь 30 июня 1940 года, когда ещё находилась в Бискайском заливе. До декабря 1985 года историки считали, что U-102 пропала без вести.

## Потопленные суда
| Дата      | Тип            | Принадлежность | Дата         | Тоннаж (БРТ) | Груз            | Судьба   | Место                    |
| Castleton | траулер        | Великобритания | 28 июня 1940 | 211          |                 | потоплен | 59°22′ с. ш. 3°40′ з. д. |
| Clearton  | грузовое судно | Великобритания | 1 июля 1940  | 5 219        | 7320 тонн крупы | потоплен | 47°53′ с. ш. 9°30′ з. д. |